# Opius unicatus
Opius unicatus är en stekelart som beskrevs av Fischer 1963. Opius unicatus ingår i släktet Opius och familjen bracksteklar. Inga underarter finns listade i Catalogue of Life.